# Вторая война диадохов
Вторая война диадохов (319—315 годы до н. э.) — одна из войн диадохов за передел империи Александра Македонского.
Вторая война диадохов началась сразу после смерти престарелого регента Македонской империи Антипатра. Он назначил Полиперхона своим преемником, а своего сына Кассандра — хилиархом, вторым по влиянию человеком в Македонии. Кассандр не согласился с ролью военачальника при Полиперхоне и восстал, после чего бежал в Азию к сатрапу Фригии и «стратегу Азии» Антигону. Против Полиперхона был создан союз, в который кроме Кассандра и Антигона также вошли сатрапы Фракии Лисимах и Египта Птолемей.
Военные действия начались в Греции, где сторону Кассандра принял командир македонского гарнизона крепости над Афинами Мунихий Никанор. На фоне неудач Полиперхона при попытке захватить Мунихий, во время осады Мегалополя на Пелопоннесе, а также гибели всего его флота при Византии в сражении с Антигоном, на сторону Кассандра перешли многие греческие полисы, а также супруга слабоумного македонского царя Филиппа III Арридея Эвридика. Полиперхон с остатками своего войска направился в Эпир, где заключил союз с царём Эакидом и Олимпиадой. Эпирское войско вторглось в Македонию. В битве при Эвии в плен попали Филипп III Арридей и Эвридика. После этого Кассандр был вынужден вернуться из Греции в Македонию и осадил Олимпиаду с её войском в Пидне. После завершения осады он стал фактическим правителем Македонии и большей части Греции.
Противостояние Антигона и Эвмена, который воевал на стороне Полиперхона и Олимпиады, в Азии завершилось победой Антигона. Военачальник подчинил своей власти бо́льшую часть азиатских владений Македонской империи.
Окончание Второй войны диадохов не знаменовало окончание военных действий между военачальниками Александра за передел Македонской империи, а лишь означало полное поражение одной из партий. Практически сразу после окончания войны бывшие союзники Антигона, несогласные с резким усилением его власти в Азии, выдвинули невыполнимые требования, после чего началась Третья война диадохов.

## Предыстория
В 323 году до н. э. Александр внезапно умер, оставив после себя огромную империю, включавшую в себя значительную часть Балканского полуострова, острова Эгейского моря, огромные территории в Азии, в том числе и часть Индии, а также Египет. После непродолжительной смуты новыми македонскими царями были объявлены слабоумный брат Александра Филипп III Арридей, а также новорождённый сын Александра от Роксаны. Регентом при них стал Пердикка. Вслед за этим назначением Македонская империя была распределена между военачальниками Александра. Распределение сатрапий в Вавилоне после смерти Александра стало основой последующего раскола Македонской империи. Многие из сатрапов изначально недолюбливали регента империи Пердикку и впоследствии использовали первую же возможность для восстания против его власти.
В начавшейся вскоре после смерти Александра Первой войне диадохов Пердикка был убит. В ходе последующего собрания военачальников Александра в Трипарадисе произошёл очередной раздел империи. Новым регентом империи стал престарелый Антипатр. Со смертью Пердикки и отказом Птолемея от регентства произошла ещё бо́льшая децентрализация власти в Македонской империи. Авторитета центральной власти не хватало даже на то, чтобы надёжно удерживать в повиновении войска; могущественные военачальники империи скорее терпели их, чем подчинялись царской власти. Сатрапы, выйдя из войны победителями, приобрели ещё большую независимость. Окончание Первой войны диадохов в 321 или 320 году до н. э. не привело ни к завершению военных действий, ни к решению проблем распределения власти в империи.
В 319 году до н. э. умер регент Македонской империи Антипатр. Перед смертью он назначил Полиперхона своим преемником, а своего сына Кассандра — хилиархом, вторым по влиянию человеком в Македонии. Кассандр не согласился с ролью военачальника при Полиперхоне и восстал, после чего бежал в Азию к сатрапу Фригии и «стратегу Азии» Антигону. Против Полиперхона был создан союз, в который кроме Кассандра и Антигона также вошли сатрапы Фракии Лисимах и Египта Птолемей.
Среди множества проблем при реконструкции событий периода войн диадохов существует сложность их датировки. Один из главных источников по истории войн диадохов, Диодор Сицилийский использовал три античные хронологические системы — от года основания Рима, по афинским архонтам и античным Олимпийским играм. При описании событий, которые последовали за смертью Александра Македонского 11 июня 323 года до н. э., ни он, ни другие авторы не привели точной их датировки. В современной историографии присутствуют три подхода к определению даты того или иного события войн диадохов, которые получили название «высокой» и «низкой» хронологии. Также Э. Ансон выделяет гибридный подход в датировке, который использует элементы «высокой» и «низкой» хронологий. По утверждению Э. Ансона, после исследования Т. Бойи «Between High and Low: A Chronology of the Early Hellenistic Period» в историографии отдают предпочтение «низкой» хронологии.

## Ход событий

### Боевые действия в Европе

#### Аттика
В античных источниках присутствуют определённые разночтения при описании начала Второй войны диадохов. Согласно Плутарху, Кассандр отправил Никанора, чтобы тот сменил Менилла на должности фрурарха (командира македонского гарнизона) крепости над Афинами Мунихий, до того как новость о смерти Антипатра станет всеобщим достоянием. Диодор Сицилийский писал, что Никанор был фрурархом Мунихия на момент смерти Антипатра. Когда он узнал, что Кассандр бежал к Антигону, то принял сторону сына Антипатра и выступил перед афинянами с призывом не поддерживать Полиперхона.
Диодор Сицилийский писал, что афиняне не особо тяготели ни к одной из сторон конфликта. Они, в первую очередь, стремились к избавлению от гарнизона македонян в непосредственной близости к городу. Полиперхон, в свою очередь, издал указ, по которому македоняне подтверждали привилегии греческих полисов, которые те имели при Филиппе II и Александре. Никанор смог убедить граждан Афин на Народном собрании несколько дней не предпринимать каких-либо действий, а сам незаметно усилил гарнизон и укрепил оборону Мунихия. Афиняне сочли такие действия Никанора бесчестными, отправили посольство к Полиперхону и начали подготовку к войне. Пока в Афинах шли собрания и дискуссии, Никанор совершил ночную вылазку и захватил главный порт города Пирей и Длинные стены, что ещё больше разозлило афинян. Они отправили к Никанору посольство во главе с Фокионом, Кононом и Клеархом. Никанор выслушал их требования и перенаправил к Кассандру, так как он сам «не имел полномочий на независимые действия».
Плутарх несколько по-другому передавал последовательность событий. После того, как Никанор занял Мунихий, с ним встретился Фокион. Новый фрурарх Мунихия пообещал обходиться с афинянами мягко и устроить за свой счёт игры. Полиперхон в свою очередь пообещал афинянам былую свободу, если они перейдут на его сторону, что было для них предпочтительнее. Никанора даже чуть не схватили на Народном собрании, однако он вовремя узнал об этих планах и покинул город. Согласно Плутарху, афиняне обвиняли Фокиона в том, что тот предупредил и спас Никанора. Корнелий Непот писал, что Фокион выступил поручителем Никанора. После этого македонский военачальник стал обводить Пирей рвом.
Через некоторое время в Аттику вторглась македонская армия под командованием сына Полиперхона Александра. Вскоре в Пирей с флотом и войском прибыл Кассандр. Полиперхон с основной армией также прибыл в Аттику, однако не смог организовать длительную и эффективную осаду. Тогда он оставил в Аттике часть армии под командованием сына, а сам отправился к Мегалополю, единственному городу на Пелопоннесе из членов Коринфского союза, который не признал власть Полиперхона.

#### Осада Мегалополя
Когда граждане Мегалополя узнали о ближайших планах македонян напасть на их город, то они перевезли всё ценное имущество за городские стены. Также, в ходе проведения полной мобилизации количество защитников города достигло 15 тысяч. Наибольшие опасения у граждан вызывали боевые слоны в войске Полиперхона. Едва приготовления к осаде были завершены, к городу подошло войско Полиперхона. Под стенами города было обустроено два лагеря — один для македонян и другой для союзников. По приказу Полиперхона были построены деревянные башни выше городских стен. На них были установили катапульты, чтобы подавить сопротивление защитников Мегалополя. Одновременно воины Полиперхона стали прокладывать подкопы под городские стены, в которые заложили зажигательные мины. После того как земля просела, обвалились городские башни. В ходе последующего штурма жители Мегалополя не только отбили атаку, но и начали строить вторую линию обороны.
На следующий день войска Полиперхона стали расчищать поле битвы от обломков построек. Стратег Мегалополя Дамис, «который был в Азии с Александром и по опыту знал природу и обхождение» со слонами, разгадал план Полиперхона. Предстоящей атаке боевых слонов Дамис противопоставил «минное поле». По его приказу в бреши городской стены установили доски с гвоздями, которые слегка присыпали песком. На флангах Дамис поставил стрелков и метательные машины. Во время последующего штурма слоны шли впереди. Воины на флангах поразили погонщиков. Израненные гвоздями и стрелами слоны без управления погонщиков вышли из-под контроля. Они начали метаться по полю битвы и растоптали множество воинов Полиперхона. После того как рухнул главный слон, Полиперхон был вынужден прекратить штурм.
Неудачный штурм, во время которого Полиперхон потерял наиболее сильную часть войска, стал спасением для города. Надежды на быстрый захват Мегалополя рухнули. Во время ведения осады Полиперхоном Кассандр захватил Эгину и Саламин. Также к Полиперхону поступали неутешительные известия о планах Антигона переправиться через Геллеспонт в Европу. Поэтому Полиперхон был вынужден снять осаду и с ослабленным войском поспешил покинуть Пелопоннес. Около Мегалополя он оставил лишь небольшой контингент для наблюдения за городом. В историографии встречаются различные датировки осады Мегалополя — лето (или весна—лето) 318 или 317 года до н. э.

#### Сражение при Византии
Полиперхон опасался перехода войск Антигона из Азии в Европу. Антигон, которому угрожал Эвмен на востоке, также не мог допустить перехода македонских войск в Азию. Таким образом оба военачальника стремились обезопасить свои владения друг от друга. Полиперхон отправил свой флот под командованием опытного наварха Клита в область Пропонтиды, приказав охранять пути сообщения между Европой и Азией. Там войско Клита пополнили силы Арридея. Кассандр передал свой флот в управление Никанору. Военачальник получил приказ отправиться в Азию к Антигону и выполнять все его указания. Антигон разделил силы: в то время как флот Никанора плыл к Византию, сухопутное войско двигалось по побережью в сторону Босфора.
Флоты Никанора и Клита были сопоставимы по количеству кораблей. Диодор Сицилийский исчислял количество трирем у Никанора как «более сотни», Полиэн — 130. Современные историки отдают предпочтение данным Полиэна. Р. Биллоуз считал, что флот Клита ненамного превосходил по количеству кораблей силы противника. Также, он считал, что из 130 кораблей Никанора около 35 были предоставлены Антигоном.
Корабли под командованием Клита находились на якоре возле Византия. Никанор атаковал его со стороны Пропонтиды. Преимуществом Клита стало течение со стороны Понта Эвксинского, так как, в отличие от соперника, его корабли при попутном течении были значительно манёвреннее. В ходе последовавшего сражения было потоплено 17 и захвачено не менее 40 кораблей Никанора. Вторая часть флота бежала и укрылась в гавани Халкидона.
Вечером в Халкидон прибыл Антигон. Он оценил обстановку и разместил на оставшиеся корабли своих гипаспистов. Также он отправил гонцов в Византий, с которым был в дружественных отношениях, с просьбой прислать грузовые суда. На них он ночью переправил лучников, пращников и других легковооружённых воинов. В это время Клит, который был убеждён, что разбитый противник не посмеет повторно напасть, дал своему войску отдых. Перед рассветом лучники и пращники Антигона начали обстреливать войско Клита. В последовавшей панике и беспорядке воины пытались добраться до своих кораблей. В это время вдали появился флот Антигона с тяжеловооружёнными гипаспистами на борту. После короткой битвы корабли Клита были потоплены либо захвачены. Спастись удалось лишь адмиральскому кораблю.
В ходе сражения при Византии Антигон победил флот Полиперхона, на который возлагались большие надежды. Таким образом, Антигон не только упрочил власть над своими владениями в Малой Азии, но и получил контроль над Эгейским морем, что давало возможность беспрепятственно высадиться с войсками в Европе. Это могло бы привести к нападению на Полиперхона с двух сторон войск Кассандра и Антигона. Однако успешные действия Эвмена в Азии заставили Антигона отправиться на восток. По мнению Р. Биллоуза, у Антигона не было цели вмешиваться в военные действия в Европе. Ему было достаточно нивелировать потенциальную возможность Полиперхона вторгнуться с войсками в свои владения в Малой Азии.

#### Союз Полиперхона и Олимпиады Эпирской. Сражение при Эвии
На фоне череды неудач Полиперхона на сторону Кассандра стали переходить греческие города. С ним заключили мир Афины, а власть в городе перешла в руки Деметрия Фалерского. Жена слабоумного царя Филиппа III Арридея Эвридика также решила, что пробил её час. От имени супруга она письмом уведомила Полиперхона, что новым регентом становится Кассандр, которому следует передать управление царской армией.
На этом фоне Полиперхон с остатками своего войска отправился в Эпир, где проживала и обладала фактической властью мать Александра Македонского Олимпиада. Из античных источников неясны условия и мотивы Олимпиады заключить союз с Полиперхоном. Кроме борьбы за власть и желания обеспечить власть в Македонии своему внуку, Олимпиада хотела отомстить Кассандру, который по слухам участвовал в отравлении Александра. Эпирское войско царя Эакида с остатками сил Полиперхона вторглось в Македонию. Войска Олимпиады и Эвридики встретились под Эвией. По утверждению античного историка Дурида Самосского, женщины сами вели свои войска: «первая — подобно вакханке, при звуках тимпанов, а вторая — облёкшись в македонское вооружение, подобно амазонке». Македонские воины при виде матери и сына Александра Македонского, отказались повиноваться Эвридике, жене Филиппа III Арридея, и без боя перешли на сторону Олимпиады. Вскоре номинальный царь Филипп III Арридей и его реально царствовавшая жена Эвридика были схвачены и брошены в темницу. Через несколько дней Филипп III Арридей был убит по приказу Олимпиады. Эвридика получила меч, верёвку и яд с тем, чтобы самой выбрать способ самоубийства.
После известия о захвате Македонии Олимпиадой с Полиперхоном Кассандр, который находился с войском на Пелопоннесе, был вынужден начать новый военный поход. Хоть союзные Олимпиаде и Полиперхону этолийцы и перекрыли Фермопильское ущелье, это не помешало войскам Кассандра попасть в Македонию, переплыв на территорию Фессалии. Войско Полиперхона отправилось навстречу Кассандру. Из Фессалии в Македонию было две дороги — через Темпейскую долину и через горные проходы из Перребии в македонскую Пиерию. Полиперхон не имел достаточное количество сил, чтобы перекрыть обе дороги. Кассандр в свою очередь разделил своё войско на несколько частей. Стратег Кассандра Дений смог занять дорогу через Темпейскую долину и отбросить отряды Олимпиады, а Каллас — блокировал Полиперхона в Перребии, Кассандр с основным войском через перребские проходы вступил в Македонию. На фоне угрожавшей ей опасности Олимпиада назначила стратегом Аристона с приказом защищать Нижнюю Македонию, а сама со своим войском из амбракийских всадников, солдат, «привыкших служить при дворе», а также нескольких боевых слонов, укрылась в прибрежной крепости в Пидне.

#### Осада Пидны
Кассандр быстро наладил осаду Пидны с суши и моря. Войско Олимпиады было недостаточным для того, чтобы противостоять превосходящим силам Кассандра. Также в городе не хватало провианта, чтобы выдержать длительную осаду. Единственная надежда Олимпиады состояла в помощи извне. Македонская царица могла надеяться на своего племянника царя Эпира Эакида, регента Македонской империи Полиперхона и его сына Александра.
На помощь македонской царице из Эпира выступило войско Эакида. Военачальник Кассандра Атаррий не допустил появления эпиротов в Македонии. Он перекрыл горные проходы и тем самым удержал войско Эакида от дальнейшего продвижения. Во время бездействия в войске эпиротов началось волнение. Эакид отпустил недовольных домой, чем не улучшил, а напротив ухудшил своё положение. Пока Эакид пребывал в бездействии, его подданные взбунтовались и низвергли своего царя. Зачинщиками восстания стали недовольные воины, которых Эакид отпустил домой. После изгнания Эакида эпироты заключили союз с Кассандром, который отправил в Эпир военачальника Ликиска в качестве регента и стратега. Благодаря такому положению дел Олимпиада не только потеряла своего главного союзника, но и те македоняне, которые сомневались в том кого поддержать в войне, перешли на сторону Кассандра.
На этом фоне в городе начался голод. По образному выражению Диодора Сицилийского, воин получал в месяц столько провианта, сколько обыкновенно выделяли рабу в течение пяти дней. Лишения были таковыми, что в городе появились случаи людоедства. Также от голода погибли все слоны, которых за неимением другой пищи кормили древесными опилками. Провианта едва хватало для Олимпиады и её приближённых. На этом фоне войско потребовало сдачи города или увольнения. Часть воинов была отпущена и сдалась Кассандру. Кассандр приветливо принял дезертиров и распределил их по различным гарнизонам. С помощью этих доказательств мягкости своего характера, а также распространению слухов о бедственном положении Олимпиады, Кассандр надеялся склонить македонян на свою сторону, так как часть страны продолжала сохранять верность своей царице. Голод, а также неудавшийся побег, привели Олимпиаду в отчаяние и она сдала город Кассандру.
Сразу после захвата Пидны Кассандр отправил послов к комендантам Пеллы Мониму и Амфиполя Аристону, которые сохраняли верность Олимпиаде, с приказом сдаться. Моним немедленно сложил оружие. Аристон, который незадолго до этого победил военачальника Кассандра Кратева, заявил, что будет защищать дело царя и царицы. Лишь после того, как ему доставили письмо Олимпиады с приказом сдать город, он сложил оружие. Сама Олимпиада была вскоре казнена.

### Боевые действия в Азии

#### Формирование войска Эвменом
На фоне заключения союза между Кассандром и «стратегом Азии» Антигоном Полиперхон объявил амнистию Эвмену, который был приговорён к казни ещё во время Первой войны диадохов. Диодор Сицилийский утверждал, что регент Македонской империи Полиперхон прислал командирам аргираспидов Антигену и Тевтаму письмо с приказом принести присягу Эвмену, которого назначал новым «стратегом Азии», а также выдать ему из царской казны 500 талантов.
Получив доступ к царской сокровищнице в Киинде, Эвмен набрал войско в 20 тысяч фалангитов и 20 тысяч всадников. Также в его подчинении находилась гвардия аргираспидов. С этими силами и доступом к царской казне Эвмен за короткое время превратился во влиятельного военачальника, стал представлять реальную угрозу для Антигона и сатрапа Египта Птолемея.
Эвмен потребовал перейти на его сторону сатрапов Мидии и Вавилонии — Пифона и Селевка, которые на тот момент не определились с тем, кого поддержать во Второй войне диадохов. В ответ на требование Эвмена Пифон сразу перешёл на сторону Антигона, в то время как Селевк заявил, что готов подчиняться царям, но не Эвмену. Эвмен решил не дожидаться, пока Селевк присоединится к его противникам, и направил свои войска на восток в Вавилонию. Для того чтобы достичь столицы Селевка Суз, войскам Эвмена было необходимо форсировать Тигр. Селевк приказал разрушить плотину, вследствие чего войско Эвмена чуть не погибло от наводнения. Только личная храбрость и спокойствие военачальника позволили избежать катастрофы. Эвмен смог организовать переправу своих войск через реку. Узнав об этом, Селевк отправил послов к Эвмену с просьбой о перемирии. Одновременно послы Селевка отправились и к Антигону. Селевк указывал, что Эвмена необходимо разбить раньше, чем он соединится с правителями Верхних сатрапий.
В Сузиане Эвмен разделил своё войско на три части. Также он разослал письма руководителям Верхних сатрапий с требованием подкреплений на основании указа Полиперхона о назначении себя верховным стратегом всей Азии. Сатрапы, хоть и присоединились к Эвмену, и сами претендовали на роль главных военачальников. Сатрап Персиды Певкест заявил свои притязания на верховное командование на основании того, что он привёл наибольшее количество воинов. Антиген выступил с речью о том, что это должно решаться на войсковых собраниях македонян, которые завоевали Азию при Александре. Сам Эвмен, опасаясь раздоров в войске, предложил решать все вопросы на общих собраниях военачальников. Решения преподносились как воля обожествлённого Александра. Ещё одной уловкой Эвмена, которая обеспечивала ему верность сатрапов, стало одалживание у ненадёжных союзников крупных сумм денег. Таким образом, сатрапы были кровно заинтересованы в победе Эвмена, так как в противном случае они теряли громадные суммы.
Антигон со своими войсками вначале следовал за Эвменом, однако когда узнал о присоединении к нему военачальников Верхних сатрапий, прекратил преследование и остановился на зимовку. Весной или летом 317 или 316 года до н. э. он прибыл в Вавилонию, где заключил союз с Селевком и Пифоном. Эвмен решил отступить из Суз, где находилась казна с 15 тысячами талантов, на восток к горам уксиев. Фрурарху города Ксенофилу было приказано не вступать в сражение, не начинать переговоры и удерживать город. Антигон, прибыв под Сузы, оставил осаждать город своего военачальника Селевка, а сам отправился дальше.

#### Сражение на реке Копрат
Антигон достиг реки Копрат и начал готовиться к переправе. У военачальника не было достаточного количества лодок, чтобы преодолеть эту глубокую горную реку шириной около 120 м с быстрым течением. Он смог организовать переправу трёх тысяч пеших воинов, 400 всадников и шести тысяч фуражиров. В их задачу входило обустройство частокола для обороны и плацдарма для переправы основного войска. Этой ситуацией воспользовался Эвмен. Согласно Плутарху, остальные военачальники в его войске не заметили переправу сил Антигона на противоположный берег. Эвмен форсированным маршем преодолел 15 км и напал на неподготовленные силы Антигона с 4 тысячами пеших воинов и 1300 всадниками.
Фактор неожиданности и неподготовленность отрядов к обороне позволили Эвмену наголову разбить переправившуюся на противоположный берег часть войска. По мнению Б. Беннета и М. Робертса со стороны Антигона было большой ошибкой начинать переправу недалеко от лагеря Эвмена. Воины Антигона бросились к лодкам, но те затонули от перегрузки. Бо́льшая часть тех, кто пытался преодолеть реку вплавь, утонули. По образному выражению Плутарха, «Эвмен преградил … путь и дал сражение, где многих перебил и завалил реку трупами». В плен, согласно Диодору Сицилийскому, попало 4 тысячи человек. Всё это происходило на глазах Антигона, который на другом побережье мог только наблюдать за уничтожением части своего войска. Потери самого Эвмена были ничтожны.
Сражение на реке Копрат, хоть и стало чувствительным поражением для Антигона, не было решающим во Второй войне диадохов. Однако катастрофа, в ходе которой Антигон потерял около четвёртой части своего войска, вынудила военачальника отказаться от попытки переправиться через реку и дать Эвмену решающее сражение. С основным войском он повернул на север в сторону города Бадака, расположение которого неизвестно, на реке Керхе. Во время марша под палящим солнцем погибло много воинов. Затем Антигон решил отправиться в Мидию, где он мог не только пополнить своё войско, но и угрожать сатрапам верхних сатрапий.

#### Битва в Паретакене
Осенью 317 или 316 года до н. э. Антигон со своим войском направился из Мидии в Персию, намереваясь закончить войну до зимы. После получения известий о действиях Антигона Эвмен двинулся ему на встречу. После некоторой задержки, вызванной болезнью Эвмена, войска сошлись в регионе Паретакена между Мидией и Персидой. Антигон с Эвменом разместили свои войска на сильных оборонительных позициях, так что никто из них не решился начать атаку первым. Тогда Антигон решил отправиться на зимние квартиры в богатый и неразграбленный регион Габиена, где надеялся восстановить силы и пополнить войско. Согласно Диодору Сицилийскому, Габиена «отдалённая на три дня пути, была не разграблена и полна зерном, кормами, и в целом всем тем, что вполне может прокормить большую армию. Кроме того, сама местность дополняла эти преимущества, поскольку она имела труднопереходимые реки и овраги». Эвмен разгадал план Антигона и поспешил первым занять эту область. Оба войска сошлись в Паретакене по пути в Габиену.
Приведенное в античных источниках описание битвы при Паретакене весьма неполное, отсутствует информация о некоторых манёврах. Согласно описанию Диодора, сражение началось нападением массы конницы левого фланга войска Антигона под командованием Пифона на правый фланг Эвмена. Линия войск Пифона далеко выдавалась за крыло Эвмена. Таким образом он хотел избежать фронтального столкновения с элефантерией. Всадники Пифона осыпали воинов Эвмена градом стрел и камней, после чего обратились в притворное бегство, как только увидели начало атаки со стороны тяжёлой конницы Эвмена. Затем они повторили манёвр. Эвмен приказал своим воинам сместиться вправо, перекинул подкрепление из лёгкой конницы на фланг Эвдама и начал наступление. Фланг Пифона не выдержал и начал отступать в сторону холмов. После этого в атаку пошёл центр войск Эвмена. После тяжёлой битвы воины Антигона в центре также начали отступление. Основополагающими на этом этапе сражения стали натиск и мастерство аргираспидов. Антигон вовремя увидел брешь, которая образовалась между центром и левым флангом Эвмена. Он направил в неё своих воинов с правого фланга, тем самым изменив ход сражения. Эвмен оценил угрозу манёвра и приказал своим войскам отступить. К вечеру оба войска вновь выстроились в боевой порядок, однако поздний час и общая усталость не дали возможности продолжить битву. Эвмен со своим войском отошёл к лагерю. Диодор Сицилийский связал этот отход с требованиями военачальников и воинов, с которыми Эвмен был вынужден считаться. Согласно Диодору Сицилийскому, в сражении при Паретакене погибли три тысячи семьсот пеших воинов и пятьдесят четыре всадника из армии Антигона, а также были ранены более четырёх тысяч человек. У Эвмена погибли пятьсот сорок воинов и немногие всадники, девятьсот человек было ранено.
На следующее утро Эвмен отправил к Антигону посла для переговоров относительно захоронения тел погибших. Антигон задержал глашатая, провёл необходимые ритуалы, после чего отпустил посла с предложением Эвмену явиться на поле битвы на следующее утро. Сам Антигон отправился назад в Мидию, где надеялся пополнить войско. Эвмен, хоть и узнал от лазутчиков об отступлении Антигона, отказался от преследования. В отличие от Антигона он был вынужден считаться с мнением военачальников, а также с усталостью войска.
Итог сражения был неопределённым. Согласно Диодору Сицилийскому, Антигон объявил себя победителем на том основании, что за ним осталось поле битвы. Современные историки расходятся в оценках относительно того, кого из военачальников считать победителем в сражении при Паретакене. А. Фезин, Э. Ансон и К. Шефер считали победителем Эвмена на том основании, что он не пропустил Антигона в Габиену. И. Г. Дройзен, напротив, назвал сражение «нравственным поражением» Эвмена. Р. Биллоуз считал сражение спасительным для Антигона, так как он смог сохранить своё войско, которое находилось на грани поражения. В. Б. Михайлов при описании битвы при Паретакене отмечает талант Эвмена как военачальника, который вовремя оценил угрозу блестящего манёвра Антигона и, не дожидаясь уничтожения большей части войска, приказал начать отступление.
После битвы при Паретакене Антигон отступил в Мидию, в то время как Эвмен занял богатую и плодородную Габиену. Сатрапы, чьи силы составляли войско Эвмена, несмотря на советы военачальника, разошлись на зимние квартиры по всей области так, что расстояние между их отрядами составляло около 40 км. Вести о поражении «царской партии», к которой принадлежал Эвмен, в Македонии подорвали влияние военачальника среди сатрапов.

#### Битва в Габиене. Гибель Эвмена
Эти известия побудили Антигона пойти на рискованный шаг. Из Гадамарты, где он расположился, было две дороги в Габиену. Одна шла вдоль горных склонов и занимала около 25 дней, другая, через пустыню, — 8 дней. Замысел Антигона заключался в том, чтобы за 8—9 дней достичь Габиены и поодиночке разбить войска противника. Согласно Полиэну, этот план бы сработал, если бы замёрзшие воины ночью не зажгли костры, которые заметили передовые караулы Эвмена. По другой версии, разжечь костры разрешил Антигон. Вести о замысле противника дошли до Эвмена, когда тот уже прошёл бо́льшую половину пути. На военном совете военачальники Эвмена указывали на невозможность собрать всё войско за столь короткий срок в одном месте. Певкест считал необходимым отступить на восток, собрать силы, после чего думать о решающем сражении. В противовес Певкесту Эвмен предложил другой план действий. С имеющимися силами он подошёл к границе пустыни, где разбил лагерь и приказал разжечь множество костров. Антигон посчитал, что его планы раскрыты, и не рискнул вступить в сражение со своим утомлённым долгим переходом войском. После этого он свернул в сторону густонаселённых областей, то есть выбрал первый из двух возможных путей в Габиену. В Габиене Антигон напал на отряды Эвдама, которые шли на соединение с основными силами Эвмена. К Эвдаму вовремя подоспели подкрепления Эвмена, которые спасли его войско от уничтожения.
Начало битвы в Габиене было неудачным для Эвмена. Антигон со своими основными силами ринулся на левый фланг противника и обратил в бегство агему Певкеста, за которой последовало ещё 1500 всадников. По подсчётам Г. Скалларда, на левом фланге Эвмена находилось 3500 всадников против 4000 всадников Антигона. Соответственно бегство Певкеста с 1500 всадниками значительно ослабило левый фланг Эвмена, который оказался отрезанным от основных сил. Между ним и превосходящими силами Антигона завязался ожесточённый бой. По мнению В. Б. Михайлова, длительное сопротивление со стороны Эвмена было возможным благодаря преимуществу в количестве боевых слонов. После того, как пал вожак слонов Эвмена, военачальник вывел остатки конницы на правый фланг. В это время мидяне и тарентийцы незаметно обошли правый фланг Эвмена и захватили обоз. Особенности поля сражения и поднятая пыль не дали возможности Эвмену вовремя оценить опасность манёвра. Кроме того, Р. Биллоуз подчёркивает недальновидность военачальника, который перед началом сражения не озаботился должной охраной лагеря. Как только военачальник узнал о произошедшем, он отправил гонца к Певкесту с требованием вернуться и отбить лагерь, тем самым исправив свою первоначальную ошибку. Певкест отказался подчиниться приказу и продолжил отступление.
В центре успешно сражались аргираспиды. Согласно античным авторам, этот элитный отряд македонских ветеранов уничтожил около 5 тысяч воинов противника, не потеряв ни одного человека. Тогда Антигон приказал коннице Пифона атаковать аргираспидов, в то время как сам блокировал Эвмена. Аргираспиды без поддержки конницы были вынуждены отступить к укреплениям на берегу реки. К наступлению ночи к ним присоединились Эвмен, сатрапы и другие разрозненные отряды. Согласно Полиэну, войско Антигона потеряло 5 тысяч убитыми, в то время как потери Эвмена составляли всего лишь 300 человек. На этом основании Эвмен считал себя победителем. В. Б. Михайлов называл итог сражения неопределённым: Эвмен смог разгромить пехоту Антигона, однако не сумел сдержать натиск на свой левый фланг. Важную роль сыграло бегство Певкеста в самый неподходящий момент.
На военном совете в лагере Эвмена сатрапы предлагали отступить вглубь Азии. Эвмен, напротив, доказывал, что войска Антигона истощены и не выдержат сражения на следующий день. Аргираспиды обвинили Певкеста в поражении. Они не хотели ни продолжать сражения, ни отступать в верхние сатрапии. Этот отряд состоял из ветеранов Александра. Они были богатейшими воинами своего времени. Страх оказаться на старости лет без семей и имущества перевесил их воинский долг. Аргираспиды обвинили Эвмена, что он втянул их пустыми обещаниями в бесконечную войну и под конец жизни лишил всего, что было добыто во время многочисленных походов. После этого они отправили посла к Антигону с просьбой вернуть им семьи и имущество. Антигон обещал возвратить всё захваченное при условии, что они выдадут Эвмена. Аргираспиды схватили Эвмена и передали своего военачальника Антигону, который приговорил его к смерти.

## Итоги и последствия
Битва в Габиене и гибель Эвмена завершили Вторую войну диадохов. Её итогом стал полный провал всех попыток сохранить единую Македонскую империю под властью царей из династии Аргеадов. Победа над Эвменом существенно возвысила положение и авторитет Антигона, сделала его самым могущественным человеком в Азии.
Весной 316 или 315 года до н. э. Антигон прибыл в Вавилон, где потребовал от Селевка отчёта в денежных делах сатрапии. Селевк с 50 всадниками бежал из Вавилона в Египет, где нашёл убежище у Птолемея. Тем временем на севере сатрап Карии Асандр, воспользовавшись войной Антигона с Эвменом, захватил Каппадокию.
Резкое усиление могущества Антигона не устраивало никого из диадохов. Опасения бывших военачальников Александра Македонского подогревал Селевк, который утверждал, что Антигон хочет устранить всех некогда служивших Александру сатрапов. Между Птолемеем, Кассандром, Лисимахом и Селевком был заключён направленный против Антигона союз. Антигон в свою очередь отправил к ним послов с предложением поддерживать «узы дружбы, благодаря которым ему довелось доставить им торжество их общих интересов». Одновременно Антигон повёл армию в верхнюю Сирию, чтобы в случае неудачи переговоров вторгнуться во владения Птолемея.
В это время к Антигону прибыли послы от Птолемея и его союзников с неприемлемыми условиями:
- Сирия и Финикия признаются владениями Птолемея;
- Геллеспонтская Фригия отходит Лисимаху;
- Вавилония возвращается Селевку;
- Асандр получает Лидию и Каппадокию;
- Кассандр сохраняет за собой Македонию и Элладу;
- разделить захваченные в Персиде сокровища.

Антигон отверг требования союзников и начал приготовления к Третьей войне диадохов.

### Исследования
- Абакумов А. А. Боевые слоны в истории эллинистического мира (последняя треть IV — II вв. до н. э.). — М.: ООО Издательство «Книга», 2012. — 116 с. — ISBN 978-5-91899-078-0.
- Дройзен И. Г. История эллинизма. — Ростов-на-Дону: Феникс, 1995. — Т. 2. — 544 с. — ISBN 5-85880-079-3.
- Дьяконов М. М. Очерк истории Древнего Ирана / Под редакцией И. М. Дьяконова и А. Г. Периханян. — М.: Издательство восточной литературы, 1961.
- Киляшова К. А. Политическая роль женщин при дворе македонских царей династии Аргеадов. Диссертация на соискание учёной степени кандидата исторических наук / Научный руководитель доктор исторических наук, профессор Э. В. Рунг. — Казань: Казанский (Приволжский) федеральный университет, 2018.
- Колосов Д. В. Наследник Александра (некоторые аспекты полководческого искусства Эвмена Кардийского) // Проблемы истории, филологии, культуры. — Магнитогорский государственный университет, 2007. — № 17. — С. 249—254. — ISSN 1992-0431.
- Михайлов В. Б. Битва при Габиене в контексте второй войны диадохов // Parabellum Novum : военно-исторический журнал. — СПб.: ИП Д. А. Скобелев, 2018. — Вып. 41, № 8. — С. 49—60. — ISSN 2308-9423.
- Михайлов В. Б., Казаров С. С. Эвмен из Кардии против Антигона Одноглазого: битва при Паретакене (317 г. до н. э.) // PARABELLUM NOVUM: военно-исторический журнал. — 2019. — Вып. 44, № 11. — С. 20—29. — ISSN 2308-9423.
- Михайлов В. Б. Эвмен из Кардии — полководец раннеэллинистического периода // Известия Алтайского государственного университета. — 2021. — Вып. 118, № 2. — С. 55—59. — ISSN 1561-9451.
- Смирнов С. В. Государство Селевка I (политика, экономика, общество) / Подписано к печати и издано по решению Учёного совета Университета Дмитрия Пожарского. — М.: Русский фонд содействия образованию и науке, 2013. — 344 с. — (Приложение №5 к журналу "Аристей. Вестник классической филологии и античной истории"). — ISBN 978-5-91244-099-1.
- Смирнов С. В. От Вавилона до Трипарадиса: малые диадохи в контексте политической истории раннего эллинизма // Восток. Афро-азиатские общества: история и современность. — 2015. — № 5. — С. 73—79. — ISSN 2713-0401.
- Шахермайр Ф. Александр Македонский. — Ростов-на-Дону: Феникс, 1997. — 576 с. — ISBN 5-85880-313-Х.
- Шифман И. Ш. Александр Македонский / ответственный редактор Э. Д. Фролов. — Л.: Наука, 1988. — ISBN 5-02-027233-7.
- Шофман А. С. Распад империи Александра Македонского / Печатается по постановлению редакционно-издательского совета Казанского университета. Отв. редактор В. Д. Жигунин. — Казань: Издательство Казанского университета, 1984.
- Anson Edward M. Eumenes of Cardia : A Greek among Macedonians (англ.). — Second ed. — Leiden; Boston: Brill, 2015. — XVII, 285 p. — (Mnemosyne Supplements, History and Archaeology of Classical Antiquity, vol. 383). — ISBN 978-90-04-29717-3.
- Bennett B., Roberts M. The Wars of Alexander's Successors 323 — 281 BC (англ.). — Barnsley: Pen & Sword Military, 2019. — Vol. 2. Battles and Tactics. — ISBN 978-1-84415-924-6.
- Billows R. Antigonos the One-eyed and the Creation of the Hellenistic State (англ.). — Berkeley; Los Angeles; London: University of California Press, 1997. — ISBN 0-520-06378-3.
- Carney E. D. Olympias. Mother of Alexander the Great (англ.). — New York; London: Routledge, 2006. — 221 p. — (Women of the ancient world). — ISBN 0-415-33316-4.
- Hammond N. G. L., Griffith G. T., Walbank F. W. A History of Macedonia (англ.). — Oxford: Clarendon Press, 1988. — Vol. III: 336-167 B.C.. — ISBN 0-l9-814814-1.
- Heckel W. Who's Who in the Age of Alexander and his Successors. From Chaironea to Ipsos (338—301 BC) (англ.). — Barnsley: Greenhill Books, 2021. — 554 p. — ISBN 978-1-78438-648-1.
- Kistler J. M. War Elephants (англ.). — Lincoln; London: University of Nebraska Press, 2007. — ISBN 978-0-8032-6004-7.
- Park M. The fight for Asia : The battle of Gabiene 317/16 BC (англ.) // Ancient Warfare[англ.]. — Zutphen, Netherlands: Karwansaray Publishers, 2009. — Vol. III, no. 2. — P. 29—36. — ISSN 1874-7019.
- Paschidis P. Missing years in the biography of Polyperchon (318/7 and 308 BC onwards) (англ.) // Tekmeria. — Rome: American Academy in Rome, 2008. — Vol. 9. — P. 233—250. — ISSN 1106-661X. — doi:10.12681/tekmeria.222.
- Romm J. Ghost on the Throne : The Death of Alexander the Great and the War for Crown and Empire (англ.). — New York: Alfred A. Knopf, 2011. — 368 p. — ISBN 978-0-307-27164-8.